# NGC 5433
NGC 5433 is een spiraalvormig sterrenstelsel in het sterrenbeeld Jachthonden. Het hemelobject werd op 20 maart 1787 ontdekt door de Duits-Britse astronoom William Herschel.

## Synoniemen
- UGC 8954
- MCG 6-31-50
- ZWG 191.38
- KUG 1400+327
- IRAS 14003+3245
- PGC 50012